# Список об'єктів Світової спадщини ЮНЕСКО в Бангладеш
У списку об'єктів Світової спадщини ЮНЕСКО в Бангладеш станом на 2023 рік налічується 3 найменування: 2 культурних об'єкти та 1 природний.

## Список
В поданій таблиці подано перелік об'єктів Світової спадщини ЮНЕСКО в Бангладеш в порядку їх включення до списку.
Кольорами у списку позначено:
| № | Зображення | Назва | Місцеположення                              | Час створення    | Час внесення до списку | №   | Критерії  |
| - | ---------- | --- | ------------------------------------------- | ---------------- | ---------------------- | --- | --------- |
| 1 |            | Історичне місто мечетей Багерхат (англ. Historic Mosque City of Bagerhat)                                                  | Бангладеш зіла Кхулна                       | XV століття      | 1985                   | 321 | iv        |
| 2 |            | Руїни Сомапура Махавіхара в Пахарпурі (англ. Ruins of the Buddhist Vihara at Paharpur)                                     | Бангладеш Зіла Наогаон регіону Раджшахі     | VII—XII століття | 1985                   | 322 | i, ii, iv |
| 3 |            | Сундарбан (англ. The Sundarbans) * Західний заказник Сундарбан * Південний заказник Сундарбан * Східний заказник Сундарбан | Бангладеш Південно-Західний регіон (Кхулна) | —                | 1997                   | 798 | ix, x     |

## Кандидати
У таблиці розміщено перелік об'єктів в порядку їх включення до попереднього списку урядом Бангладеш.
| № | Зображення | Назва                           | Місцеположення | Тип        | Час створення         | Час внесення до списку | №         | Критерії        |
| - | ---------- | ------------------------------- | --- | ---------- | --------------------- | ---------------------- | --------- | --------------- |
| 1 |            | Магастханґарг та його околиці   | 8 миль на північ від адміністративного центру зіли Богра, регіон Раджшахі, північно-західний Бангладеш, на захід від річки Джамуна | Культурний | III століття до н. е. | 1999                   | 1208      | ii, iii         |
| 2 |            | Група пам'яток Лалмай-Майнаматі | На хребті Лалмай-Майнаматі, зіла Комілла, регіон Сілет, північно-східний Бангладеш                                                 | Культурний | —                     | 1999                   | 1209      | ii, iii, iv, vi |
| 3 |            | Форт Лалбагх                    | У старому місті Дакка, столиці Бангладеш, на колишньому березі річки Ганг \| Культурний                                            | 1678—1679  | 1999                  | 1210                   | i, ii, iv |                 |
| 4 |            | Галуд Вігара                    | зіла Наогаон, регіон Раджшахі, північно-західний Бангладеш, 9 миль на захід південний захід від Пахарпура                          | Культурний | —                     | 1999                   | 1211      | іі, ііі, iv, vi |
| 5 |            | Джаґаддала Магавігара]]         | зіла Наогаон, регіон Раджшахі, північно-західний Бангладеш поблизу Пахарпура                                                       | Культурний | —                     | 1999                   | 1212      | ii, iii, iv, vi |